# Håkon Øvreås

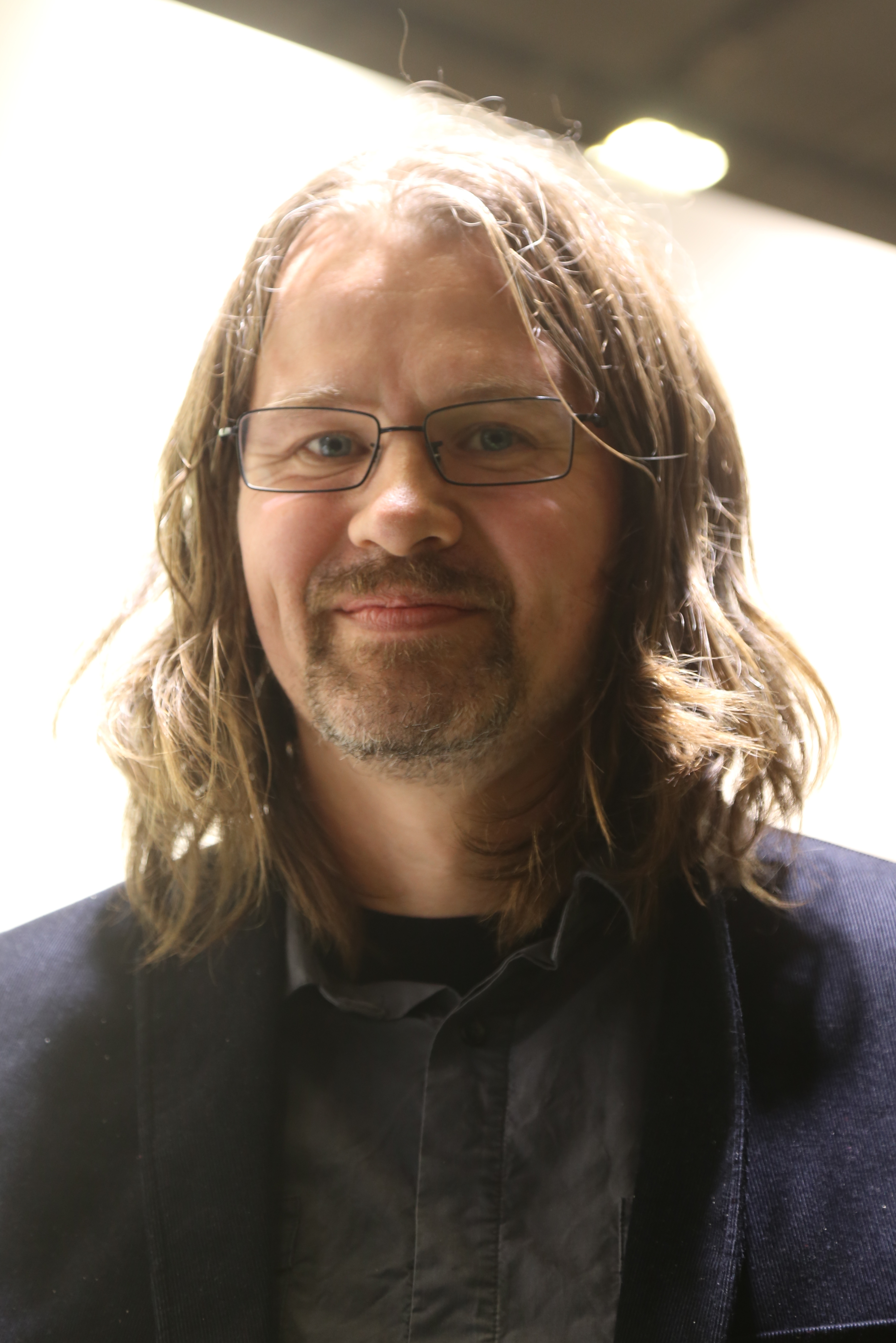
Håkon Øvreås (2014)

Håkon Øvreås (* 5. April 1974 in Norwegen) ist ein norwegischer Schriftsteller und Lyriker. Er verfasste seit 2008 vier Bücher, davon drei Gedichtbände und ein Kinderbuch, das auch in deutscher Übersetzung vorliegt. Sein bekanntestes Werk ist das Kinderbuch Brune (2013, dt. Super-Bruno 2016).

## Leben
Håkon Øvreås schloss 2008 an der Universität Oslo sein Studium der Literaturwissenschaft ab. Der Titel seiner Abschlussarbeit lautet „Forfatteren og hans forunderlige verk - en teoretisk undersøkelse av forholdet mellom forfatter og verk med utgangspunkt i en lesning av Arild Nyquists roman Giacomettis forunderlige reise“.
2016 war er Jurymitglied der Auszeichnung Das außergewöhnliche Buch des Kinder- und Jugendprogramms des Internationalen Literaturfestivals Berlin.

## Literarisches Werk

### Avstanden mellom hus
Håkon Øvreås' erster Gedichtband Avstanden mellom hus wurde 2008 beim norwegischen Verlag Cappelen Damm in norwegischer Sprache veröffentlicht und umfasst 64 Seiten. Das Buch ist noch nicht in deutscher Übersetzung erschienen. „Avstanden mellom hus“ ist eine Gedichtsammlung, in der in Alltagssprache auf den ersten Blick einfache Dinge wie Bratpfannen, Socken, Kartoffeln und Gebäck thematisiert werden, auf den zweiten Blick aber weitaus tiefgründiger auf ein gesellschaftliches Unbehagen verwiesen wird.

### Grevlingvariasjonene
Øvreås' zweiter Gedichtband Grevlingvariasjonene wurde 2011 beim Verlag Cappelen Damm in norwegischer Sprache veröffentlicht und umfasst 48 Seiten. Das Buch ist noch nicht in deutscher Übersetzung erschienen. Väter, Söhne und Dachse bevölkern die Poesie dieses Gedichtbandes.

### Brune/Super-Bruno
Super-Bruno (Originaltitel: Brune) ist das erste Kinderbuch von Håkon Øvreås und des norwegischen Illustrators Øyvind Torseter. Brune wurde im Jahr 2013 beim norwegischen Verlag Gyldendal Norsk Forlag AS in norwegischer Sprache veröffentlicht und umfasst 136 Seiten. Die deutsche Übersetzung ist 2016 beim Carl Hanser Verlag erschienen und umfasst 144 Seiten. Angelika Kutsch besorgte die Übersetzung. Das Buch ist unter anderem in Dänemark, Frankreich, Korea, Schweden und den USA publiziert worden.
Das Buch erzählt die Geschichte von Bruno, einem Jungen, der sich tagsüber mit dem Tod seines Großvaters und dem Ärger mit drei älteren Jungs aus der Nachbarschaft auseinandersetzen muss und nachts zum Superhelden wird, der sich mit seinen Freunden an seinen Widersachern rächt – und zwar ganz ohne Zerstörung und Kränkung.
Super-Bruno wurde unter anderem mit dem Nordisk råds barne- og ungdomslitteraturpris (Literaturpreis des Nordic Council) (2014) und dem Kulturdepartementets litteraturpris for barne- og ungdomslitteratur (Staatspreis des norwegischen Kulturministeriums) (2013) ausgezeichnet.
Im Feuilleton wurde es unter anderem folgendermaßen besprochen: »Es gibt Bücher, die möchte man einfach in den Arm nehmen, drücken und festhalten. Ein solches Juwel, das spürt man schon auf den ersten Seiten, ist das Buch Super-Bruno« (Markus C. Schulte von Drach, Süddeutsche Zeitung vom 14. März 2016).

### Kjærlighet
Øvreås dritter Gedichtband Kjærlighet wurde 2014 beim Verlag Cappelen Damm in norwegischer Sprache veröffentlicht und umfasst 68 Seiten. Das Buch ist noch nicht in deutscher Übersetzung erschienen. Der dritte Lyrikband des norwegischen Autors wendet sich den Themen Liebe, Sex und Körperlichkeit zu.

## Nominierungen und Auszeichnungen
Für sein literarisches Schaffen erhielt Øvreås verschiedene Auszeichnungen:
- 2013: Kulturdepartementets litteraturpris for barne- og ungdomslitteratur für Brune[6]
- 2014: Kinder- und Jugendliteraturpreis des Nordischen Rates für Brune[5]
- 2016: Luchs des Monats Juni 2016 und Luchs des Jahres 2016 für Super-Bruno
- 2017: Kinderbuchpreis des Landes Nordrhein-Westfalen für Super-Bruno
- 2020: Mildred L. Batchelder Award für US-amerikanische Ausgabe von Super-Bruno

## Öffentliche Auftritte
- September 2016: Kinder- und Jugendprogramm des 16. Internationalen Literaturfestivals Berlin